# Частка (хімія)
Частка (хімія) — у хімії — частка каталітичної активності, частка насичення, частка речовини, частка розгалуження, частка стаціонарної фази.
- частка каталітичної активності — величина, що визначається як частка від ділення каталітичної активності певного ізозиму на каталітичну активність усіх ізозимів у системі. Термін поширюється і на інші форми ензиму, які не є ізозимами.

- частка насичення — кількість речовини компонента (солюту) в розчині, поділена на кількість речовини цього компонента, коли б він був у насиченому розчині за даних умов.

- частка речовини — відношення кількості речовини компонента до загальної кількості речовини системи, що вміщує цей компонент.

- частка розгалуження — у ядерній хімії — частка ядер, що розпадаються у спеціальний спосіб при розгалуженому розпаді.

- частка стаціонарної фази — у колонковій хроматографії — об'єм стаціонарної фази, що припадає на одиницю об'єму заповненої колонки.

- чисельна частка — число певних частинок, поділене на загальне число всіх частинок у суміші.